# Список Героев Социалистического Труда

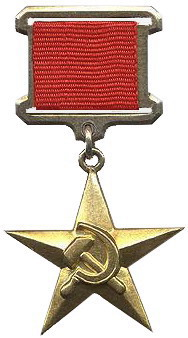
Медаль «Серп и Молот»

Герой Социалистического Труда — высшая степень отличия в СССР за труд с 1938 по 1991 год.
Звание Героя Социалистического Труда и Положение о звании учреждены Указом Президиума Верховного Совета СССР от 27 декабря 1938 года «Об установлении высшей степени отличия — звания Героя Социалистического Труда». Ранее существовало звание Герой Труда.
Всего, по данным Указов Президиума Верховного Совета СССР, звания Героя Социалистического Труда были удостоены 20 747 человек, в том числе 205 раз — дважды и 16 раз — трижды. Не менее 21 человека получили это высокое звание посмертно. 87 человек по разным причинам были лишены звания Героя Социалистического Труда, один человек лишён звания дважды Героя Социалистического Труда и один человек лишён звания трижды Герой Социалистического Труда. В отношении 43 человек Указы о присвоении звания были отменены как необоснованные. Ещё 3 человека были лишены только второй медали «Серп и Молот», то есть перестали быть дважды Героями Социалистического Труда, но остались Героями Социалистического Труда.
Таким образом, с учётом лишений и отмены награждений, в списках Героев Социалистического Труда осталось 20 615 человек.
Настоящий список содержит информацию о награждённых по алфавиту и ссылки на алфавитные списки, в которых перечислены Герои Социалистического Труда, приведены даты Указов Президиума Верховного Совета СССР о присвоении звания, данные о должностях и местах работы Героев на дату присвоения звания Героя Социалистического Труда, годах их жизни.
- Для облегчения восприятия представленной информации в настоящем списке применена чередующаяся  заливка.
- Серым цветом  в таблице выделены Герои, удостоенные звания посмертно.

| По алфавиту                                           | Общее количество Героев | В том числе дважды       | В том числе трижды                     | Викиссылка на алфавитный список |
| ----------------------------------------------------- | ----------------------- | ------------------------ | -------------------------------------- | ------------------------------- |
| Список Героев, фамилии которых начинаются с «А»       | 1245                    | 9                        | А. П. Александров                      | Абаев — Авшалумов               |
| Список Героев, фамилии которых начинаются с «А»       | 1245                    | 9                        | А. П. Александров                      | Ага Дадаш — Акыниязов           |
| Список Героев, фамилии которых начинаются с «А»       | 1245                    | 9                        | А. П. Александров                      | Алабугина — Алямкина            |
| Список Героев, фамилии которых начинаются с «А»       | 1245                    | 9                        | А. П. Александров                      | Амадалиев — Анюховская          |
| Список Героев, фамилии которых начинаются с «А»       | 1245                    | 9                        | А. П. Александров                      | Апайков — Асютченко             |
| Список Героев, фамилии которых начинаются с «А»       | 1245                    | 9                        | А. П. Александров                      | Атабаев — Аяускайте             |
| Список Героев, фамилии которых начинаются с «Б»       | 1604                    | 21                       | —                                      | Баба-Заде — Базилевский         |
| Список Героев, фамилии которых начинаются с «Б»       | 1604                    | 21                       | —                                      | Баиров — Банцер                 |
| Список Героев, фамилии которых начинаются с «Б»       | 1604                    | 21                       | —                                      | Барабанов — Баянов              |
| Список Героев, фамилии которых начинаются с «Б»       | 1604                    | 21                       | —                                      | Бгажноков — Бенидзе             |
| Список Героев, фамилии которых начинаются с «Б»       | 1604                    | 21                       | —                                      | Берг — Блюнская                 |
| Список Героев, фамилии которых начинаются с «Б»       | 1604                    | 21                       | —                                      | Бобенко — Болюнова              |
| Список Героев, фамилии которых начинаются с «Б»       | 1604                    | 21                       | —                                      | Бондарев — Бояршинова           |
| Список Героев, фамилии которых начинаются с «Б»       | 1604                    | 21                       | —                                      | Брагазин — Бульбаха             |
| Список Героев, фамилии которых начинаются с «Б»       | 1604                    | 21                       | —                                      | Буматов — Бяшимова              |
| Список Героев, фамилии которых начинаются с «В»       | 691                     | 8                        | Б. Л. Ванников                         | Вавилин — Вдовицын              |
| Список Героев, фамилии которых начинаются с «В»       | 691                     | 8                        | Б. Л. Ванников                         | Вебер — Внученко                |
| Список Героев, фамилии которых начинаются с «В»       | 691                     | 8                        | Б. Л. Ванников                         | Вовк — Вяльчин                  |
| Список Героев, фамилии которых начинаются с «Г»       | 1226                    | 16                       | —                                      | Габалис — Гаязова               |
| Список Героев, фамилии которых начинаются с «Г»       | 1226                    | 16                       | —                                      | Гвадзабия — Гныдюк              |
| Список Героев, фамилии которых начинаются с «Г»       | 1226                    | 16                       | —                                      | Гоберман — Гошхотелиани         |
| Список Героев, фамилии которых начинаются с «Г»       | 1226                    | 16                       | —                                      | Грабин — Грязных                |
| Список Героев, фамилии которых начинаются с «Г»       | 1226                    | 16                       | —                                      | Губа — Гюрекян                  |
| Список Героев, фамилии которых начинаются с «Д»       | 925                     | 7                        | Н. Л. Духов                            | Дабаев — Дешунин                |
| Список Героев, фамилии которых начинаются с «Д»       | 925                     | 7                        | Н. Л. Духов                            | Джабаров — Дическул             |
| Список Героев, фамилии которых начинаются с «Д»       | 925                     | 7                        | Н. Л. Духов                            | Длимбетов — Дощечкин            |
| Список Героев, фамилии которых начинаются с «Д»       | 925                     | 7                        | Н. Л. Духов                            | Драгавцев — Дяченко             |
| Список Героев, фамилии которых начинаются с «Е» и «Ё» | 334                     | —                        | —                                      | Ебаноидзе — Ещанов              |
| Список Героев, фамилии которых начинаются с «Ж»       | 248                     | 3                        | —                                      | Жаворонков — Жусупова           |
| Список Героев, фамилии которых начинаются с «З»       | 480                     | 3                        | Я. Б. Зельдович                        | Забабахин — Заяц                |
| Список Героев, фамилии которых начинаются с «З»       | 480                     | 3                        | Я. Б. Зельдович                        | Збарский — Зязина               |
| Список Героев, фамилии которых начинаются с «И» и «Й» | 414                     | 3                        | С. В. Ильюшин                          | Иаманидзе — Изъюрова            |
| Список Героев, фамилии которых начинаются с «И» и «Й» | 414                     | 3                        | С. В. Ильюшин                          | Икауниек — Йоонас               |
| Список Героев, фамилии которых начинаются с «К»       | 2727                    | 25                       | М. В. КелдышД. А. КунаевИ. В. Курчатов | Кабаидзе — Капычина             |
| Список Героев, фамилии которых начинаются с «К»       | 2727                    | 25                       | М. В. КелдышД. А. КунаевИ. В. Курчатов | Кара — Каюшкина                 |
| Список Героев, фамилии которых начинаются с «К»       | 2727                    | 25                       | М. В. КелдышД. А. КунаевИ. В. Курчатов | Квакуша — Киптев                |
| Список Героев, фамилии которых начинаются с «К»       | 2727                    | 25                       | М. В. КелдышД. А. КунаевИ. В. Курчатов | Киракосян — Князькин            |
| Список Героев, фамилии которых начинаются с «К»       | 2727                    | 25                       | М. В. КелдышД. А. КунаевИ. В. Курчатов | Кобаидзе — Колядо               |
| Список Героев, фамилии которых начинаются с «К»       | 2727                    | 25                       | М. В. КелдышД. А. КунаевИ. В. Курчатов | Команов — Корякина              |
| Список Героев, фамилии которых начинаются с «К»       | 2727                    | 25                       | М. В. КелдышД. А. КунаевИ. В. Курчатов | Косарев — Коюнлиев              |
| Список Героев, фамилии которых начинаются с «К»       | 2727                    | 25                       | М. В. КелдышД. А. КунаевИ. В. Курчатов | Кравец — Ксоврели               |
| Список Героев, фамилии которых начинаются с «К»       | 2727                    | 25                       | М. В. КелдышД. А. КунаевИ. В. Курчатов | Куандыков — Кулян               |
| Список Героев, фамилии которых начинаются с «К»       | 2727                    | 25                       | М. В. КелдышД. А. КунаевИ. В. Курчатов | Кумаков — Кяяник                |
| Список Героев, фамилии которых начинаются с «Л»       | 725                     | 9                        | —                                      | Лаанеметс — Лещинер             |
| Список Героев, фамилии которых начинаются с «Л»       | 725                     | 9                        | —                                      | Ли — Лощёнова                   |
| Список Героев, фамилии которых начинаются с «Л»       | 725                     | 9                        | —                                      | Лубенец — Ляшко                 |
| Список Героев, фамилии которых начинаются с «М»       | 1644                    | 14                       | —                                      | Маады — Макушев                 |
| Список Героев, фамилии которых начинаются с «М»       | 1644                    | 14                       | —                                      | Малай — Манякин                 |
| Список Героев, фамилии которых начинаются с «М»       | 1644                    | 14                       | —                                      | Мараев — Маяцкий                |
| Список Героев, фамилии которых начинаются с «М»       | 1644                    | 14                       | —                                      | Мгеладзе — Мжавия               |
| Список Героев, фамилии которых начинаются с «М»       | 1644                    | 14                       | —                                      | Мигаев — Мищихин                |
| Список Героев, фамилии которых начинаются с «М»       | 1644                    | 14                       | —                                      | Мкртычян — Мощенков             |
| Список Героев, фамилии которых начинаются с «М»       | 1644                    | 14                       | —                                      | Мравинский — Мячин              |
| Список Героев, фамилии которых начинаются с «Н»       | 602                     | 7                        | —                                      | Набатников — Нещадименко        |
| Список Героев, фамилии которых начинаются с «Н»       | 602                     | 7                        | —                                      | Нигай — Ню                      |
| Список Героев, фамилии которых начинаются с «О»       | 354                     | —                        | —                                      | Оад — Омылаенко                 |
| Список Героев, фамилии которых начинаются с «О»       | 354                     | —                        | —                                      | Оналдинов — Оясаар              |
| Список Героев, фамилии которых начинаются с «П»       | 1328                    | 17                       | —                                      | Паап — Пащенко                  |
| Список Героев, фамилии которых начинаются с «П»       | 1328                    | 17                       | —                                      | Певцов — Пиянов                 |
| Список Героев, фамилии которых начинаются с «П»       | 1328                    | 17                       | —                                      | Плавский — Полянский            |
| Список Героев, фамилии которых начинаются с «П»       | 1328                    | 17                       | —                                      | Помазан — Пошивайлов            |
| Список Героев, фамилии которых начинаются с «П»       | 1328                    | 17                       | —                                      | Правдюк — Пятница               |
| Список Героев, фамилии которых начинаются с «Р»       | 649                     | 6                        | —                                      | Раб — Решетов                   |
| Список Героев, фамилии которых начинаются с «Р»       | 649                     | 6                        | —                                      | Ржаников — Рощина               |
| Список Героев, фамилии которых начинаются с «Р»       | 649                     | 6                        | —                                      | Рубан — Ряшина                  |
| Список Героев, фамилии которых начинаются с «С»       | 1809                    | 21                       | Е. П. Славский                         | Саакян — Сальникова             |
| Список Героев, фамилии которых начинаются с «С»       | 1809                    | 21                       | Е. П. Славский                         | Самадалашвили — Саяхимов        |
| Список Героев, фамилии которых начинаются с «С»       | 1809                    | 21                       | Е. П. Славский                         | Сборщикова — Сечина             |
| Список Героев, фамилии которых начинаются с «С»       | 1809                    | 21                       | Е. П. Славский                         | Сибиркин — Сиюхов               |
| Список Героев, фамилии которых начинаются с «С»       | 1809                    | 21                       | Е. П. Славский                         | Скаженик — Смыслин              |
| Список Героев, фамилии которых начинаются с «С»       | 1809                    | 21                       | Е. П. Славский                         | Снегирёв — Союстов              |
| Список Героев, фамилии которых начинаются с «С»       | 1809                    | 21                       | Е. П. Славский                         | Спаривак — Стычинский           |
| Список Героев, фамилии которых начинаются с «С»       | 1809                    | 21                       | Е. П. Славский                         | Субаев — Сяплов                 |
| Список Героев, фамилии которых начинаются с «Т»       | 834                     | 6                        | А. Н. ТуполевХ. Т. Турсункулов         | Табагуа — Теэ                   |
| Список Героев, фамилии которых начинаются с «Т»       | 834                     | 6                        | А. Н. ТуполевХ. Т. Турсункулов         | Тивирикина — Тощевикова         |
| Список Героев, фамилии которых начинаются с «Т»       | 834                     | 6                        | А. Н. ТуполевХ. Т. Турсункулов         | Травкин — Тяпкина               |
| Список Героев, фамилии которых начинаются с «У»       | 211                     | 5                        | —                                      | Уалиев — Уязнов                 |
| Список Героев, фамилии которых начинаются с «Ф»       | 310                     | 1                        | —                                      | Фаворский — Фуфлыгин            |
| Список Героев, фамилии которых начинаются с «Х»       | 453                     | —                        | Ю. Б. ХаритонН. С. Хрущёв              | Хабаров — Хецурия               |
| Список Героев, фамилии которых начинаются с «Х»       | 453                     | —                        | Ю. Б. ХаритонН. С. Хрущёв              | Хзарджян — Хэ                   |
| Список Героев, фамилии которых начинаются с «Ц»       | 161                     | 2                        | —                                      | Цай — Цяпенко                   |
| Список Героев, фамилии которых начинаются с «Ч»       | 486                     | 6                        | К. У. Черненко                         | Чаава — Чешенко                 |
| Список Героев, фамилии которых начинаются с «Ч»       | 486                     | 6                        | К. У. Черненко                         | Чжен — Чяткаускайте             |
| Список Героев, фамилии которых начинаются с «Ш»       | 707                     | 5                        | —                                      | Шабадей — Швыммер               |
| Список Героев, фамилии которых начинаются с «Ш»       | 707                     | 5                        | —                                      | Шебалдова — Шиян                |
| Список Героев, фамилии которых начинаются с «Ш»       | 707                     | 5                        | —                                      | Шкабардня — Шэн                 |
| Список Героев, фамилии которых начинаются с «Щ»       | 68                      | 2                        | К. И. Щёлкин                           | Щебетовский — Щуров             |
| Список Героев, фамилии которых начинаются с «Ы»       | 1                       | —                        | —                                      | Ынтыкбаев                       |
| Список Героев, фамилии которых начинаются с «Э»       | 61                      | 1                        | —                                      | Эбралидзе — Эшов                |
| Список Героев, фамилии которых начинаются с «Ю»       | 115                     | 1                        | —                                      | Югай — Ющенко                   |
| Список Героев, фамилии которых начинаются с «Я»       | 203                     | 3                        | —                                      | Яблоков — Ящук                  |
| Общее число Героев Социалистического Труда в списке:  | всего 20 615            | в том числе дважды — 201 | в том числе трижды — 15                |                                 |